# Fufius
Fufius es un género de arañas migalomorfas de la familia Rhytidicolidae. Se encuentra en Sudamérica, Centroamérica e isla Trinidad

## Lista de especies
Según The World Spider Catalog 11.5:
- Fufius albovittatus (Simon, 1891)
- Fufius annulipes (Mello-Leitão, 1941)
- Fufius antillensis (F. O. Pickard-Cambridge, 1898)
- Fufius atramentarius Simon, 1888
- Fufius auricomus (Simon, 1891)
- Fufius ecuadorensis (Simon, 1892)
- Fufius funebris Vellard, 1924
- Fufius lanicius (Simon, 1892)
- Fufius lucasae Guadanucci & Indicatti, 2004